# Gösta Sandberg (textilkonstnär)
Carl Erik Gösta Sandberg, född 26 december 1915 i Östersund, död 19 augusti 1995 i Nora, var en svensk textilkonstnär, målare, tecknare, pedagog (professor) och författare.
Han var son till kamreren Erik Sandberg och Astrid Moberg och gift första gången 1956–1967 med Mary Ruben. I Göteborg studerade Sandberg teckning för Hjalmar Eldh vid Slöjdföreningens skolas kvällskurser och övergick efter något år till dagskolans avdelning för dekorativt måleri. Han utexaminerades 1940 och bosatte sig på ett torp i Västergötland där han arbetade med reklamteckning, målning, grafik och intarsia-arbeten. Han kom senare att mer och mer övergå till textilkonst med batik, silkscreen och textilhandtryck som specialitet. Han studerade primitiva färgtekniker vid Koninklijk Instituut voor de Tropen i Amsterdam 1950–1955 och färglära för laborator Tryggve Johansson 1954. Hans intresse för batik förde honom på en längre studieresa till Java 1952 där han studerade både äldre och nyare arbetsmetoder som användes av urbefolkningen.
Tillsammans med H Anders ställde han ut i Göteborg 1941 där han visade upp handtryckta bonader med gammaltestamentliga motiv och intarsiaarbeten. Tillsammans med Hubert Lärn ställde han ut på Samlaren i Stockholm 1947 där han visade upp batikarbeten, flossvävnader och teckningar. Separat har han ställt ut på bland annat Riksby skola, Vänersborgs museum och han medverkade i H55 och samlingsutställningar på Röhsska konstslöjdmuseet, Göteborgs konsthall och i utställningen Nyttokonstnärernas på Nationalmuseum i Stockholm. Sandberg finns representerad vid Stedelijk Museum i Amsterdam.
Bland hans offentliga arbeten märks mattor för Alingsås kyrka och Hemsjö kyrka samt kompositionen Folkvisa på Svenska institutet i London. Förutom textil består hans konst av teckningar samt stilleben och landskapsbilder utförda i olja.
Vid sidan av sitt eget skapande var han anlitad som lärare i färg och infärgningstekniker vid Handarbetets vänners vävskola och Svenska slöjdföreningens färgskola. Han var anställd vid Konstfackskolan i Stockholm 1959–1975. Som författare har han skrivit en lång rad böcker och artiklar om textil och växtfärgning, bland annat Batik, en bok om batikens historia och teknik och Indigo, en bok om blå textilier.
Efter Sandbergs död skänktes hans samling av textilier från hela världen till Världskulturmuseet i Göteborg. Sandberg är begravd på Karlslunds kyrkogård vid Nora.